# سعيد بن زعير
سعيد بن مبارك آل زعير (وُلد في 1950م / 1370 هـ، ليلى (الأفلاج)) خبير إعلامي وداعية وناشط سياسي سعودي، من أوائل المطالبين بالإصلاح في الداخل، ومن أقدم سجناء الرأي المعروفين في السعودية، اعتقل في 1415 هـ ثم أفرج عنه بعد تسع سنوات ثم اعتقل بعدها بعام ونصف حكم عليه خلالها بخمس سنوات سجن وعفى عنه الملك عبد الله بن عبد العزيز آل سعود يوم استلامه الحكم إلا أنه اعتقل أيضا في عام 1428 هـ، ليتم تبرئته، بشكل مبدئي، من التهم المنسوبة إليه من قبل الادعاء العام والإفراج عنه في 24 فبراير 2012. حصل على جائزة منظمة الكرامة لعام 2011.

## نشأته
ولد في مدينة ليلى بمنطقة الأفلاج 300 كلم جنوب مدينة الرياض عاصمة السعودية، وذلك عام 1370هـ. في تلك المدينة نشأ حياته الأولى. وفي مرحلة مبكرة من حياته توفيت والدته، وكان لا يتجاوز الثانية من عمره. فعاش يتيم الأم. تربى في كنف والده — تربية حازمة، حيث كان والده معروفاً بالحزم والصرامة في الأمور، لا يعرف التهاون في شؤونه، وكان ذلك مؤثراً لا ينكر في شخصية الشيخ التي عرفت الصرامة والصلابة والثبات على المبدأ نهجاً في حياته.

### مسيره الوظيفية
انتقلت أسرته إلى الرياض، وفيها درس المرحلة الابتدائية والمتوسطة والثانوية، وفي المرحلة الثانوية حصل على المركز الثاني على مستوى طلاب منطقة الرياض. حينما تخرج من المرحلة الثانوية عيّن مدرساً، وظل كذلك قرابة أربع سنوات، لكن الحرص على طلب العلم أعاده إلى مقاعد الدراسة والتحصيل في كلية الشريعة بالرياض، وفيها تخرج سنة 1393هـ. واصل مسيرته في التعليم، ثم عيّن مديراً لإحدى مدارس المرحلة الثانوية، أظهر فيها كفاءة إدارية أهلته لكي يختار مديراً لمعهد إعداد المعلمين بالخرج، واستمر هناك حتى تم تعيينه مديراً للتعليم بمنطقة حوطة بني تميم والحريق جنوب الرياض. في عام 1399هـ قرر مواصلة دراساته العليا، في تخصص جديد قلما التفت إليه أصحاب التخصصات الشرعية وهو جانب الدراسات الإعلامية، وبمشورة من الشيخ عبد العزيز بن باز، سجل في برنامج الماجستير بكلية الدعوة والإعلام، وقدم رسالة الماجستير بعنوان إذاعة المملكة العربية السعودية دراسة ميدانية. تحليل وتقويم بالاشتراك مع زملاء له، نالوا على إثرها درجة الماجستير بامتياز. وفور إنهائه للماجستير عين محاضراً بالكلية، فسجل رسالة الدكتوراة بعنوان التلفزيون ودوره في عملية التغيير الاجتماعي وعليها نال درجة الدكتوراه مع مرتبة الشرف الأولى عام 1406هـ. عيّن الدكتور سعيد أستاذاً مساعداً بقسم الإعلام، ثم وكيلاً للقسم، بعدها عيّن وكيلاً للكلية، ومسؤولاً عن برامج دورات المبتعثين التي تنظمها جامعة الإمام بالتعاون مع الجامعات والدوائر الحكومية التي تبتعث موظفيها للدراسة خارج المملكة.

### مسيرته الدعوية
شارك في عدد من البرامج والندوات والمؤتمرات في داخل المملكة وخارجها ؛ ففي المملكة كان سعيد واحداً من أهم المشاركين النشاط الثقافي بمهرجان الجنادرية منذ بداياته الأولى. وكان دوره الواضح في مشاركاته هو وقوفه وصدامه مع أصحاب الاتجاهات الثقافية والفكرية اليسارية والاشتراكية والشيوعية والقومية عربية وغيرها، وكانت معارك شديدة تجري بينه وبينهم كالتي جرت بينه وبين محمد عابد الجابري، والدكتور تركي الحمد، ومحمد عمارة. وفي الرياض شارك في ندوة البرامج الدينية في تلفزيونات الخليج عام 1407هـ وقدم ورقة عمل بعنوان دور البرامج في إبراز خصائص شعوب الخليج والتذكير بدورها في خدمة الإسلام، وتقديم العطاء الفكري. وفي أبها كان له حضور في الملتقى الثقافي الذي عقد هناك، ودعي لتقديم ورقة عمل حول الأدب العربي والتيارات الفكرية المؤثرة في نتاج مبدعيه، وكان ذلك عام 1410هـ.
خارج المملكة كان للدكتور سعيد عدد من المشاركات ؛ ففي الإمارات العربية المتحدة نظمت جامعة الخليج مؤتمراً عام 1405هـ دعي إليه الدكتور سعيد ممثلاً لجامعة الإمام وألقى ورقة عمل بعنوان التكامل بين أقسام الإعلام ومعاهد التدريب والمؤسسات الإعلامية. كما اشترك في عدد من المؤتمرات والدورات التي نظمتها جامعة الإمام محمد بن سعود الإسلامية في أمريكا وذلك في عامي 87 و 98 م. أما فيما يخص جانب المحاضرات الشرعية والدعوية؛ فقد كان من المشاركين في نشاط الإفتاء في موسم الحج لسنوات عديدة وله محاضرات متخصصة. وله قائمة طويلة من المحاضرات الدعوية، والتي كان لها دور واضح، وأثر بارز في إبراز تيار الإصلاح.

## مسيرته مع تيار الإصلاح
كان للشيخ نشاط أكثر فاعلية في تيار الإصلاح الذي تنامى في المملكة العربية السعودية، فقد كان من ضمن الموقعين على خطاب المطالب الموجه للملك فهد بن عبد العزيز عام 1411هـ وكان من ضمن الوفد الذي سلم الخطاب للديوان الملكي، وكذلك كان من الموقعين على مذكرة النصيحة التي رفعت للملك فهد في نفس العام.
حين تأزمت الأحوال في الجزائر كان للمشايخ وقفة لتصحيح الوضع كتبوا خلالها مرئيات وخطوات إجرائية ينبغي أن تتبع حتى تزول الغمة في الجزائر، وكان للشيخ سعيد دوره في ذلك الحدث.
قضية الصلح مع اليهود والتي كثر حولها النقاش والبحث على جميع المستويات الشرعية من حكام وعلماء شرع، فكان للشيخ سعيد حينذاك وقفة لا تنسى؛ حينما نظم ومعه عدد من المشايخ لقاءً مع الشيخ عبد العزيز بن باز وتناولوا في ذلك اللقاء الجوانب السياسية والاقتصادية والاجتماعية التي يحتوي عليها الصلح بين السلطة الفلسطينية إسرائيل وقد تمخض هذا اللقاء أن أصدر الشيخ عبدا لعزيز فتوى تقضي بحرمة الصلح مع إسرائيل وتحذير المسلمين من مغبة هذا الصلح.

### سجنه
صدر أمر من وزارة الداخلية بإيقاف سعيد بن زعير عن الخطابة والمحاضرات، فواصل الشيخ مسيرته الدعوية، فأصدرت وزارة الداخلية أمراً باعتقاله، وتم اعتقاله في 4 من شوال 1415 هـ، مع قادة «الصحوة» آنذاك امثال سلمان العودة وسفر الحوالي.
رغم أنه غير متهم علنا بأي جرائم، وقد سبق له ان انتقد العائلة المالكة، كانت عائلته تظن ان تهمته الرئيسية هي المساعدة على تنظيم المعارضة ضد النظام السعودي وضد الخضوع السعودي لأمريكا بشأن عملية السلام مع إسرائيل.
أفرج عنه بعد تسع سنوات تقريبا ثم اعتقل بعدها بعام ونصف حكم عليه خلالها بخمس سنوات سجن، وعفى عنه الملك عبد الله بن عبد العزيز آل سعود يوم استلامه الحكم إلا أنه اعتقل أيضا في عام 1428 في نهاية شهر خمسه وخرج منه بعد خمس سنوات.
بعد عامه الخامس في زنزانته بسجن الحاير بمدينة الرياض، لم تتمكن أسرته من الاتصال به أو زيارته، حيث لاتعلم عن صحته أو حال سجنه أو موقفه الحالي من حيث المحاكمة أو عدمها، حيث لا محامي له. كما تعرض نجله المحامي سعد للاعتقال أيضا بسبب انشطة قام بها لحشد التاييد لوالده.
أفرج عنه صباح الجمعة 24 فبراير 2012 الموافق ل 2 ربيع الثاني 1433 بعد إسقاط جميع الاتهامات التي وجهها له المدّعي العام.

## وصلات خارجية
- سعيد بن زعير سعيد بن زعير  على فيسبوك.
- صفحة الشيخ على موقع طريق الإسلام